# ام. مایکل برنز
ام. مایکل برنز (انگلیسی: M. Michele Burns) یک سرمایه‌دار اهل ایالات متحده آمریکا است.